# Norbert Felix Gaughan

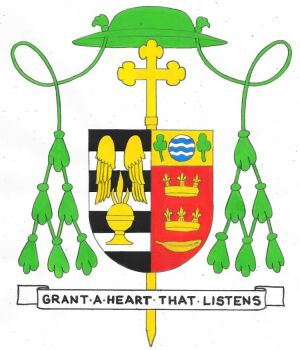
Bischofswappen

Norbert Felix Gaughan (* 30. Mai 1921 in Pittsburgh, USA; † 1. Oktober 1999) war ein US-amerikanischer Geistlicher und römisch-katholischer Bischof von Gary.

## Leben
Norbert Felix Gaughan empfing am 4. November 1945 das Sakrament der Priesterweihe für das Bistum Pittsburgh. Am 10. März 1951 wurde er in das neugegründete Bistum Greensburg inkardiniert.
Papst Paul VI. ernannte ihn am 2. April 1975 zum Titularbischof von Taraqua und zum Weihbischof in Greensburg. Die Bischofsweihe spendete ihm der Bischof von Greensburg, William Graham Connare, am 26. Juni desselben Jahres; Mitkonsekratoren waren der Bischof von Salina, Cyril John Vogel, und Weihbischof John Bernard McDowell aus Pittsburgh.
Am 24. Juli 1984 ernannte ihn Papst Johannes Paul II. zum Bischof von Gary.
Am 1. Juni 1996 nahm Papst Johannes Paul II. sein aus Altersgründen vorgebrachtes Rücktrittsgesuch an.